# Luzino
Luzino (deutsch Lusin, früher Lusino oder Lusinno; kaschubisch Lëzëno) ist ein Dorf im Powiat Wejherowski der polnischen Woiwodschaft Pommern. Es ist Sitz der gleichnamigen, zweisprachigen Landgemeinde.

## Geographische Lage
Das Dorf an der Bolszewka (Bohlschau) liegt im ehemaligen Westpreußen, elf Kilometer südwestlich von Wejherowo (Neustadt).

Lusin, ostnordöstlich von Lauenburg in Pommern und westsüdwestlich von Neustadt in Westpreußen, auf einer Landkarte von 1910.

## Geschichte

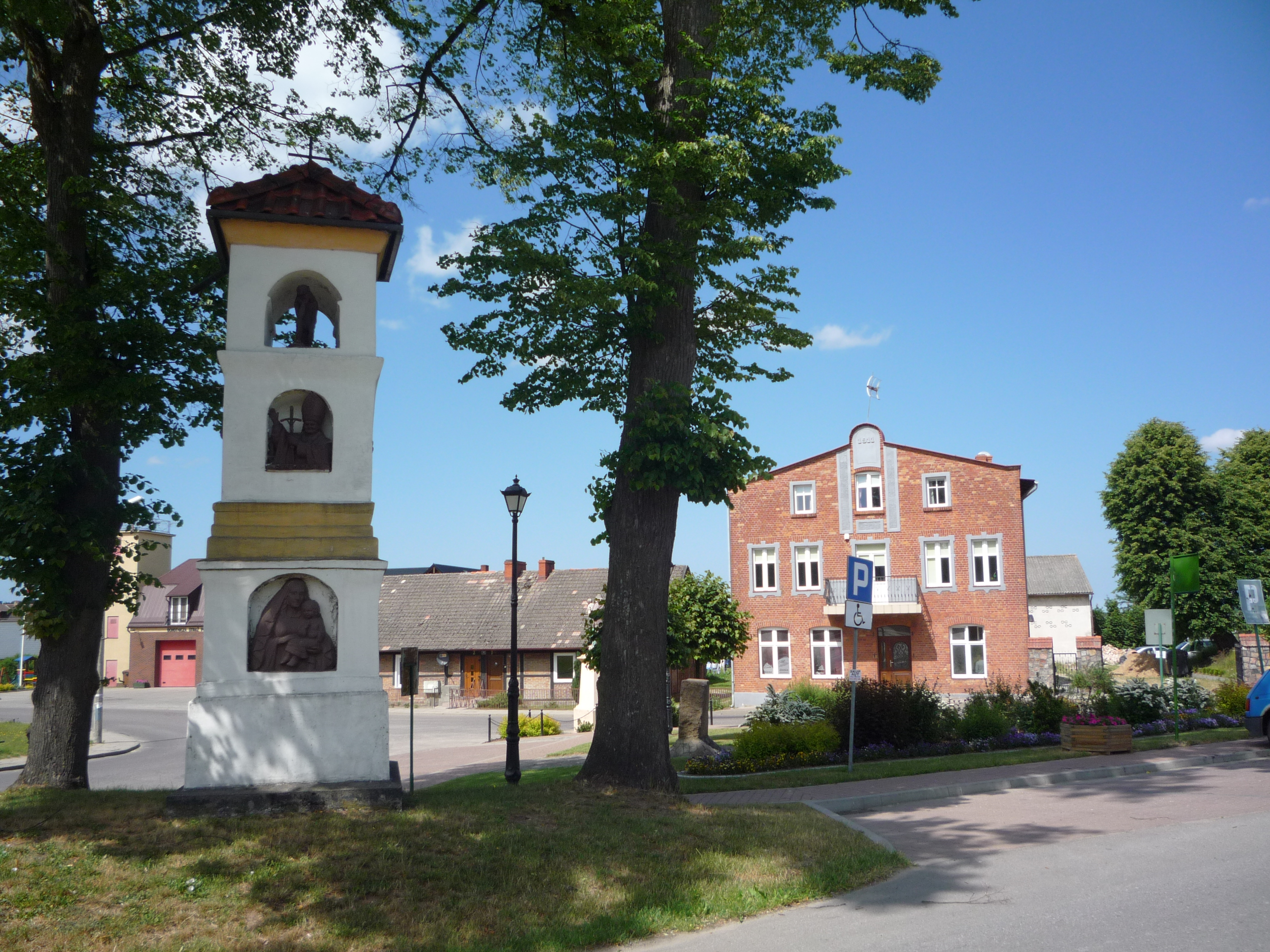
Josefsplatz mit einem Gebäude von 1911 und einer Kapelle

Am 24. April 1229 bestätigt Swantopolk II. dem Kloster Zuckau den Besitz einer Reihe von Ortschaften, darunter Lusino, die den Nonnen von den pomerellischen Herzögen geschenkt worden waren.
1282 bestätigt Mestwin II. dem Kloster Zuckau den Besitz von Lusino. Bis etwa 1283 lag Lusino im Land Belgard, das von der Burg im Dorf Belgard aus verwaltet wurde.
1780 hatte das Dorf Lusino 217 Einwohner. Im Rahmen der Bauernbefreiung  gingen in Lusino durch eine Urkunde vom 27. Juli 1808  13 Grundstücke in den Besitz der Landwirte über, die sie zuvor in Dienstabhängigkeit vom königlichen Domänenamts Putzig  bebaut hatten. Um 1818 hatte Lussino eine Wassermühle, einen Krüger, zwei Schänker, fünf Handwerker und 37 Feuerstellen (Haushaltungen).
Im Jahre 1874 war der Amtsbezirk Lusin mit sieben Gemeinden und Gutsbezirken gebildet worden.  Im Jahre 1910 zählt die Landgemeinde und der Gutsbezirk Lusin zusammen 1223 Einwohner. Am 9. Januar 1920 umfasst der Amtsbezirk die Landgemeinden Damerkau (heute polnisch: Dąbrówka)   Barlomin (Barłomino),  Lusin (Luzino), Lusin-Forst, Mellwin (Milwino), Robbakau (Robakowo) und Wyschetzin (Wyszecino). 
Bis 1920 gehörte Lusin zum Landkreis Neustadt (Westpreußen) im Regierungsbezirk Danzig der preußischen Provinz Westpreußen des Deutschen Reichs. 
Nach dem Ersten Weltkrieg musste der Amtsbezirk zum Zweck der Einrichtung des polnischen Korridors am 10. Januar 1920 an Polen abgetreten werden. Durch den Überfall auf Polen 1939 kam das entnommene Territorium des Polnischen Korridors an das Reichsgebiet zurück, darunter  am  26. Oktober 1939 der Amtsbezirk  Lusin mit den Dorfgemeinden Barlomin, Schloss Platen (Charwatynia), Damerkau, Lusin, Robbakau (Robakowo),  Strebielin (Strzebielino) und Wischetzin (Wyszecino). 
Am 25. Juni 1942 erhielt der Amtsbezirk Lusin den Namen Freienau, auch wurden zahlreiche Ortsnamen verändert wie: Barlomin = Bärwalde, Robbakau = Rebbekau, Strebielino = Stromeck, und Wyschetzin = Fünflinden. 
Bereits am 30. Januar 1943 erfolgte eine erneute Umbenennung in Amtsbezirk Lintzau, wobei dann aus dem Ort Bärwalde = Barmeln und aus Stromeck = Strebelsdorf wurde. Das Amt gehörte zum Landkreis Neustadt (Westpreußen) im Reichsgau Danzig-Westpreußen.  
Gegen Ende des Zweiten Weltkriegs wurde die Region im Frühjahr 1945 von der Roten Armee besetzt. Soweit die deutsche Minderheit nicht geflohen waren, wurde sie in der darauf folgenden Zeit vertrieben.
Der Ort ist seit 1945 dem Powiat Wejherowski in der Woiwodschaft Pommern (1975–1998 Woiwodschaft Danzig) angegliedert. Mit heute 7020 Einwohnern ist das Dorf Sitz der Gmina Luzino.

### Demographie
| Jahr | Einwohner | Anmerkungen |
| ---- | --------- | --- |
| 1780 | 217       | |
| 1818 | 280       | königliches Dorf; davon 29 Lutheraner und 251 Katholiken                                                                                |
| 1852 | 456       | [ 8 ] |
| 1864 | 551       | am 3. Dezember, Gemeindebezirk |
| 1867 | 608       | am 3. Dezember, königliches Dorf |
| 1871 | 603       | am 1. Dezember, königliches Dorf, davon 149 Evangelische und 454 Katholiken; nach anderen Angaben 604 Einwohner in 68 bewohnten Häusern |
| 1905 | 1123      | [ 12 ] |
| 1910 | 1223      | am 1. Dezember, davon 1198 in der Landgemeinde und 25 im Forstgutsbezirk                                                                |

## Kirche

### Katholisch

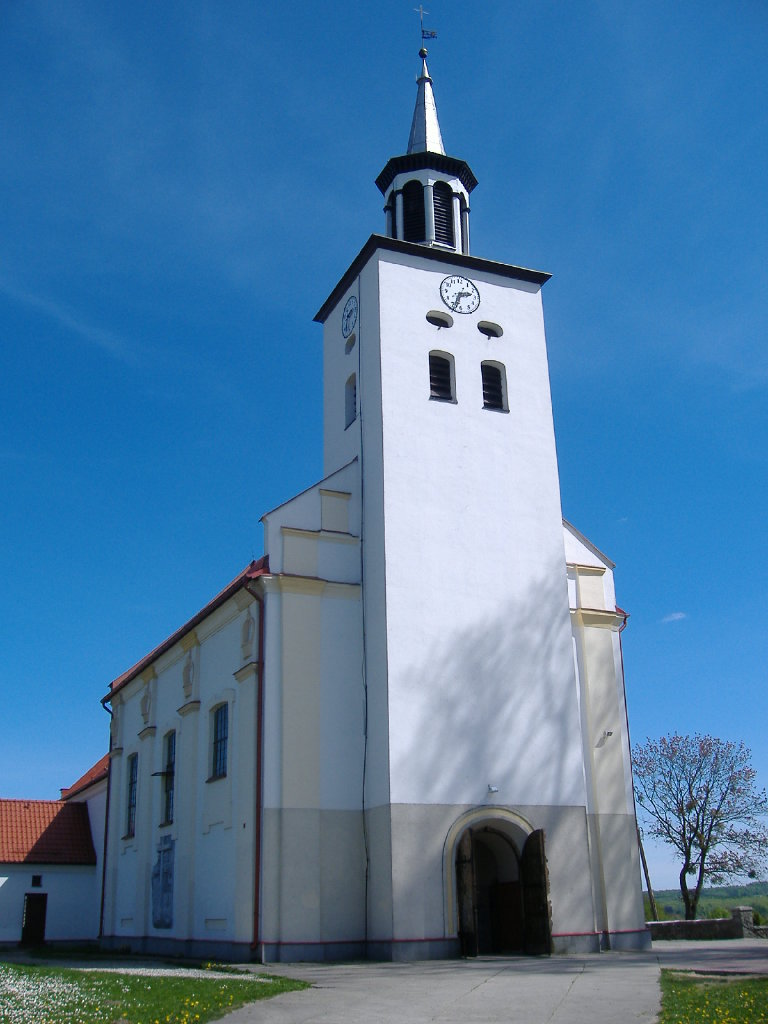
Kirche Św. Wawrzyńca in Luzino (Lusin)

#### Pfarreien
In Luzino gibt es heute zwei katholische Pfarreien: die Parafia pw. św. Wawrzyńca und die Parafia pw. Matki Bożej Różańcowej. Beide gehören zum Dekanat Luzino innerhalb des Erzbistums Danzig der Katholischen Kirche in Polen.
Vor 1920 war Lusin bereits Sitz einer Pfarrei an der Kirche, die 1740 erbaut worden ist. Damals gehörte sie zum Dekanat Mirchau (heute polnisch: Mirachowo) im Bistum Kujawien. In die Pfarrei Lusin waren zahlreiche Ortschaften eingegliedert: Barlomin (Barłomino), Damerkau (Dąbrówka), Gossentin (Gościcino), Grünberg (Częstkowo), Kamlau (Kębłowo), Lusin, Mellwin (Milwino), Pretoschin (Przetoczyno), Robbakau (Rabokowo), Soppieschin (Sopoeszyno), Strebielin (Strzebielino), Ustarbau (Ustarbowo) und Wyschetzin (Wyszecino).

#### Dekanat Luzino
Das Dekanat Luzino ist eines von 24 Dekanaten innerhalb der katholischen Erzdiözese Danzig. Zu ihm gehören neun Pfarreien:
| - Góra (Gohra) - Gościcino (Gossentin) - Gowino (Gowin) - Kębłowo (Kamlau) | - Luzino (2) (Lusin) - Smażyno (Smasin) - Sychowo (Schwichow) - Strzebielino (Strebielin) |

### Evangelisch
Die evangelische Kirche in Luzino ist ein Gebäude aus dem Jahre 1895 und wurde im neugotischen Stil errichtet. Heute hat das Gotteshaus seine Funktion verändert: es dient als Öffentliche Bücherei der Gemeinde Luzino.
Vor 1945 war Lusin ein Dorf im Kirchspiel Bohlschau (heute polnisch: Bolszewo). Es gehörte zum Kirchenkreis Neustadt in Westpreußen, vor 1920 gehörte es zum Kirchenkreis Dirschau (Tczew) in der Kirchenprovinz Westpreußen der Kirche der Altpreußischen Union.
Nach 1945 kam der Ort Luzino zum Pfarramt der Gemeinde Danzig-Gdynia-Sopot. Es ist ein Teil der Diözese Pommern-Großpolen der Evangelisch-Augsburgischen Kirche in Polen.

## Verkehr
Zwei Kilometer nördlich verläuft die Landesstraße 6 (ehemalige deutsche Reichsstraße 2, heute auch Europastraße 28), von der aus der Ort über eine Nebenstraße zu erreichen ist, die Zelewo (Seelau) mit Łebno (Lebno) an der Woiwodschaftsstraße 224 verbindet. 
Luzino ist Bahnstation an der Bahnstrecke Danzig–Stargard, der Strecke 202 der Polnischen Staatsbahn (PKP).

## Gmina Luzino
Die Landgemeinde Luzino umfasst eine Fläche von 111,93 km², hier leben heute mehr als 13.000 Einwohner.